# Міста Брунею

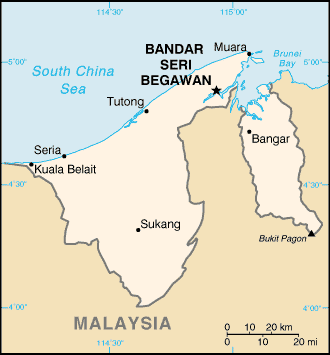
Карта Брунею

Офіційно, в Брунеї немає населених пунктів. Приміські райони в Бруней-Даруссаламу діляться на кампонги чи села. У Брунеї є три муніципальні ради, які управляють чотирма містами:
- Бандар-Сері-Бегаван — населення~181,500
- Куала-Белайт (місто) — населення~33,067
- Пекан Тутонг — населення~13,093
- Серіа (місто) — населення~27,500

також:
- Суканг
- Панага
- Банґар (Бруней)

## Див також
- Мукіми Брунею
- Округи Брунею